# Tephritopyrgota longipalpis
Tephritopyrgota longipalpis är en tvåvingeart som beskrevs av Friedrich Georg Hendel 1934. Tephritopyrgota longipalpis ingår i släktet Tephritopyrgota och familjen Pyrgotidae.
Artens utbredningsområde är Zimbabwe. Inga underarter finns listade i Catalogue of Life.